# Associação Desportiva Colegial
La Associação Desportiva Colegial è una associazione sportiva brasiliana della città di Florianópolis, fondata il 25 marzo 1944, l'associazione è conosciuta negli ultimi anni soprattutto per la squadra di calcio a 5 impegnata ai massimi livelli delle competizioni statali e nazionali.
Il Club ha esordito nel 2007 nella Liga Futsal giungendo quindicesimo, negli anni precedenti si era aggiudicato per due volte la Coppa dello Stato di Santa Catarina.

## Rosa 2007
|    | Nac.               | Nombre                                        | Sobrenombre | Puesto    |
| -- | ------------------ | --------------------------------------------- | ----------- | --------- |
| 1  | Brasile (bandiera) | Diogo de Freitas Borba                        | DIOGO       | Portiere  |
| 3  | Brasile (bandiera) | Mateus Vitória Medeiros                       | MATEUS      | Difensore |
| 4  | Brasile (bandiera) | Marino Costa                                  | MARINO      | Laterale  |
| 5  | Brasile (bandiera) | Rodrigo Silveira                              | RODRIGO     | Pivot     |
| 6  | Brasile (bandiera) | Patrick Vieira Luz                            | BELLO       | Laterale  |
| 7  | Brasile (bandiera) | Cícero Pacheco Espindula da Silva             | CICERO      | Laterale  |
| 8  | Brasile (bandiera) | Rodolpho Schlickmann                          | RODOLPHO    | Difensore |
| 9  | Brasile (bandiera) | Alvaro Millen da Silveira Neto                | ALVINHO     | Laterale  |
| 10 | Brasile (bandiera) | Marcio José Garcez                            | MARCINHO    | Laterale  |
| 11 | Brasile (bandiera) | Gustavo Francavilla Lamoure Ribeiro           | CARIOCA     | Laterale  |
| 12 | Brasile (bandiera) | Djony Mendes                                  | DJONI       | Portiere  |
| 13 | Brasile (bandiera) | Eduardo Roberto de Sousa Freitas              | DUDA        | Difensore |
| 14 | Brasile (bandiera) | Vinicius Howleg Flores                        | VINI        | Pivot     |
| 15 | Brasile (bandiera) | Jorge Alex do Amaral Simões                   | JORGE ALEX  | Pivot     |
| 16 | Brasile (bandiera) | Diego Rodrigo Teixeira de Souza Nantes e Pael | DIEGO       | Laterale  |
| 18 | Brasile (bandiera) | Jefferson Rodrigues da Silva                  | COXA        | Portiere  |
| 22 | Brasile (bandiera) | Zilton José da Silva Júnior                   | ZILTINHO    | Laterale  |
| 23 | Brasile (bandiera) | Glenn Norman Ferraz Salim                     | PIU         | Laterale  |

Allenatore:   Valci de Paula Moreira - Moreira

## Palmarès
- 2 Coppe dello Stato di Santa Catarina: 2003, 2004

## Andamento nella Liga Futsal
- 2007: 15º posto